# Vuelta a México 2010
La edición 2010 de la competición ciclista Vuelta a México se disputó entre el 18 y el 25 de abril de 2010.
En el recorrido fue de 8 etapas y 1084 km donde se pasó por los estados de Veracruz, Tlaxcala, Morelos, Estado de México y Distrito Federal. Comenzó con un circuito en Veracruz, para luego llegar a las ciudades de Jalapa, Orizaba, Tlaxcala, Cuautla, Metepec y Ciudad de México.
El español Óscar Sevilla del equipo Rock Racing, fue el vencedor de esta edición. Sevilla obtuvo el liderato de la prueba al ubicarse 2.º en la cronoescalada de la penúltima etapa, manteniéndolo en la última disputada en el Paseo de la Reforma.

## Equipos participantes
Participaron un total de 20 equipos de 8 ciclistas cada uno divididos en 8 locales y 12 extranjeros.
| Locales                              | Extranjeros                         |
| ------------------------------------ | ----------------------------------- |
| Empacadora San Marcos                | Team Kuota Indeland                 |
| Orven                                | Amore & Vita-Conad                  |
| Arenas Tlaxcala                      | Team Raleigh                        |
| Veracruz                             | Team Concordia Forsikring           |
| Selección de Chiapas Tequila Afamado | CKT Tmit-Champion System            |
| Prodeg-Cedaj Guanajuato              | Selección de Guatemala              |
| Canel's Turbo                        | Boyacá Orgullo de América           |
| Rock Racing                          | SpiderTech powered by Planet Energy |
|                                      | Team Type 1                         |
|                                      | ISD-Neri                            |
|                                      | Selección de Cuba                   |
|                                      | Selección de Venezuela              |

## Etapas
| Etapa | Fecha       | Recorrido              | km  | Ganador                               | Líder                           |
| 1.ª   | 18 de abril | Circuito en Veracruz   | 110 | Aldo Ino Ilešič (Team Type 1)         | Aldo Ino Ilešič (Team Type 1)   |
| 2.ª   | 19 de abril | Veracruz-Jalapa        | 108 | François Parisien (SpiderTech)        | Francisco Mancebo (Rock Racing) |
| 3.ª   | 20 de abril | Jalapa-Orizaba         | 173 | Ignacio Sarabia (Rock Racing)         | Francisco Mancebo (Rock Racing) |
| 4.ª   | 21 de abril | Orizaba-Tlaxcala       | 220 | Luis Macías (Rock Racing)             | Francisco Mancebo (Rock Racing) |
| 5.ª   | 22 de abril | Tlaxcala-Cuautla       | 175 | Flavio de Luna (SpiderTech)           | Francisco Mancebo (Rock Racing) |
| 6.ª   | 23 de abril | Cuernavaca-Metepec     | 180 | Ignacio Sarabia (Rock Racing)         | Edwin Parra (Boyacá)            |
| 7.ª   | 24 de abril | Ajusco (cronoescalada) | 12  | Rodolfo Torres (Boyacá)               | Óscar Sevilla (Rock Racing)     |
| 8.ª   | 25 de abril | Circuito en D. F.      | 110 | Philip Nielsen (Concordia Forsikring) | Óscar Sevilla (Rock Racing)     |

## Clasificaciones finales

### Clasificación general
| Posición | Ciclista           | Equipo                | Tiempo      |
| -------- | ------------------ | --------------------- | ----------- |
| 1.º      | Óscar Sevilla      | Rock Racing           | 26h 34' 18" |
| 2.º      | José Rincón        | Boyacá                | + 13"       |
| 3.º      | Gregorio Ladino    | Boyacá                | + 28"       |
| 4.º      | Víctor Niño        | Orven                 | + 45"       |
| 5.º      | Ignacio Sarabia    | Rock Racing           | + 46"       |
| 6.º      | Freddy Montaña     | Boyacá                | + 49"       |
| 7.º      | Edwin Parra        | Boyacá                | + 56"       |
| 8.º      | Julio Pérez Cuapio | Empacadora San Marcos | + 1' 01"    |
| 9.º      | Chistopher Jones   | Team Type 1           | + 1' 24"    |
| 10.º     | Uberlino Mesa      | Boyacá                | + 1' 43"    |

### Clasificación por equipos
| Posición | Equipo                    | Tiempo      |
| -------- | ------------------------- | ----------- |
|          | Team Type 1               | 79h 41' 26" |
| 2.º      | Amore & Vita-Conad        | + 15"       |
| 3.º      | Boyacá Orgullo de América | + 59"       |
| 4.º      | Rock Racing               | + 5' 25"    |
| 5.º      | ISD-Neri                  | + 20' 21"   |